# Inocêncio Galvão Teles
Inocêncio Galvão Teles GCC • GCSE • GCIP (Lisboa, São Sebastião da Pedreira, 9 de Maio de 1917 –Lisboa, 26 de Fevereiro de 2010) foi um professor de Direito e advogado português.

## Família
Filho mais novo do empresário Adriano Soares Teles do Vale, fundador do Café A Brasileira, e de sua segunda mulher Emília Dulce Peres de Noronha Galvão e meio-primo-tio-avô e primo-tio em primeiro grau de Carlos Galvão de Melo.

## Biografia
Licenciado em Direito, pela Faculdade de Direito da Universidade de Lisboa, em 1939, e doutorado em Ciências Histórico-Jurídicas, em 1940, começou a leccionar em 1941 e chegou a professor catedrático, em 1945.
Pertenceu ao grupo de professores da Faculdade de Direito de Lisboa que, tendo como timoneiro o professor Marcello Caetano, pretendeu criar um corpo docente com juristas formados em Lisboa, capaz de dar identidade à FDUL, do tempo em que esta ainda estava instalada no velho Campo de Santana; não por menosprezo pelos professores da Faculdade de Direito da Universidade de Coimbra, mas para fundar uma forma de pensamento genuína da Escola de Lisboa.
Autor de uma extensa bibliografia, abarcando vários domínios do Direito Privado, foi autor de mais de uma centena de publicações, entre manuais, monografias, artigos científicos e notas jurisprudenciais; dispersa pelas disciplinas de Teoria Geral do Direito Civil, Direito das Obrigações, Direito Comercial, Direito das Sucessões e Direito Processual Civil, nas quais produziu doutrina avalizada.
Foi também um bem sucedido advogado. Saliente-se nesse âmbito o papel desempenhado na ação judicial intentada por Portugal contra a Índia, no Tribunal Internacional de Justiça, para fazer valer o direito de passagem de Portugal através de território indiano, com vista à instauração da sua soberania sobre os enclaves de Dadrá e Nagar-Aveli. Nessa altura o acesso de Portugal fora impedido à arbitrariamente e à força pela Índia. O processo, iniciado em 1955 e finalizado em 1960, resultou num acórdão que deu plena razão ao Governo de Portugal.
Galvão Teles exerceu o cargo de director da Faculdade de Direito da Universidade de Lisboa, entre 1956 e 1962. Demitiu-se dessas funções por discordar da proibição de comemorar o Dia do Estudante, decretada pelo Ministério da Educação Nacional, à época chefiado por Manuel Lopes de Almeida. Nesse mesmo ano é convidado a assumir titularidade daquela pasta, integrando o Governo de Salazar como Ministro da Educação Nacional, onde se manteve até 1968.
Depois disso, foi fundador do Centro de Estudos de Direito Civil, que dirigiu até 1974. Após o 25 de abril foi saneado na Faculdade de Direito e foi-lhe proibido exercer o ensino. Só regressou à docência cinco anos depois, em 1979, ano em que assumiu a presidência do Conselho Científico, até 1982. Jubilou-se em 1987. Lecionou ainda nas Faculdades de Direito da Universidade Católica Portuguesa e da Universidade Lusíada de Lisboa, e foi professor honorário da Faculdade de Direito da Universidade Federal do Rio de Janeiro, onde regera cursos de mestrado e de doutoramento, entre 1955 e 1958.
Entre as restantes actividades que desenvolveu foi sócio efetivo, a partir de 1980, e sócio emérito, a partir de 1989, da Academia de Ciências de Lisboa (Classe de Letras); participou na fundação e presidiu ao Instituto Hispano-Luso-Americano de Derecho Internacional; foi presidente do Instituto da Conferência da Ordem dos Advogados, e director da revista O Direito.

### Condecorações[3]
- Grã-Cruz da Ordem Militar de Sant'Iago da Espada de Portugal (3 de Novembro de 1960)
- Grã-Cruz da Ordem Militar de Cristo de Portugal (3 de Novembro de 1965)
- Grã-Cruz da Ordem da Instrução Pública de Portugal (8 de Fevereiro de 1967)
- Grã-Cruz da Ordem Nacional do Cruzeiro do Sul do Brasil (? de ? de 19??)
- Grã-Cruz da Ordem de Rio Branco do Brasil (? de ? de 19??)

## Obras Jurídicas Gerais
- Direito Constitucional (1934).
- História do Direito Português (1942).
- Direito Romano (Súmula) (1944).
- Manual de Direito das Obrigações (2.ª edição, 1965).
- Direito das Sucessões – Noções Fundamentais (6.ª edição, 1996).
- Direito das Obrigações (7.ª edição, 1997).
- Introdução ao Estudo do Direito, vol. I, (11.ª edição, 2001)
- Manual dos Contratos em Geral - refundido e actualizado (4.ª edição, 2002).
- Sucessões – Parte Geral (2004).
- Sucessão Legítima e Sucessão Legitimária (2004).

## Casamento e descendência
Casou com Isabel Maria de Mendonça Monteiro (Barcelos, 7 de Janeiro de 1916 - Lisboa, 3 de Outubro de 2007), filha de José da Silva Monteiro e de sua segunda mulher Margarida de Mendonça Balsemão, da qual teve três filhos e uma filha:
- Miguel António Monteiro Galvão Teles (Porto, Foz do Douro, 4 de Outubro de 1939 - Lisboa, 23 de Janeiro de 2015)
- José Carlos Monteiro Galvão Teles (Porto, Foz do Douro, 13 de Fevereiro de 1942)
- Maria Margarida Monteiro Galvão Teles (Lisboa, São Sebastião da Pedreira, 29 de Maio de 1944), casada com João Ferreira da Fonseca (Cidade do Cabo, 22 de Abril de 1940 - Lisboa, 28 de Dezembro de 2009)
- Luís Manuel Monteiro Galvão Teles (Lisboa, 4 de Dezembro de 1945)